# シャルビニー・アラウィー
モハマド・シャルビニー・アラウィー・ラムリ（マレー語: Mohd Sharbinee Allawee Ramli、1986年12月7日 - ）は、マレーシアのサッカー選手。元マレーシア代表。ポジションはGK。

## クラブ歴
2003年に地元のトレンガヌFAの下部組織に入団、2006年にトップチームに昇格。その後6年間、同クラブの正GKを務めた。彼は当初からマレーシア有数のゴールキーパーであったにもかかわらず、2011年のマレーシアカップのヌグリ・スンビランFA戦での失点を始めとして、批難される事も少なくなかった。
2013シーズンにはセランゴールFAに移籍し、トレンガヌFA時代の監督であるイルファン・バクティ・アブー・サリムと再会した。1月19日のパハンFA戦で初出場。その後はノラズラン・ラザリの控えに甘んじた。
2014シーズンにトレンガヌFAに復帰した。

## 代表歴
U-23代表として2009年東南アジア競技大会で金メダルを獲得している。
2010年10月にはラヤゴパル・クリシュナサミ監督から2010 AFFスズキカップのメンバーとして招集された。大会初戦のグループA、インドネシア代表戦のスターティングイレブンに名を連ねたものの、5失点を浴びて5-1の惨敗を喫した。この結果、カイルル・ファーミ・チェ・マットに同大会での正GKを奪われた。なおマレーシア代表はこの大会で初優勝を達成した。
その後も代表には招集されたものの、2011年7月に行われた2014 FIFAワールドカップ・アジア2次予選のシンガポール代表戦で5-3の敗北を喫すと、代表での居場所を失った。